# 존 웨스트
존 마이클 웨스트(John Michael West, 1964년 10월 29일 ~ )는 아텐션과 로얄 헌트의 리드 보컬로 잘 알려진 미국의 보컬리스트다.

## 초기 활동
1986년 다이아몬드(Diamond)의 싱어로 재적했다. 1989년 데스티니(Destiny)에 합류하여 데모 앨범인 사이드 바이 사이드(Side By Side)의 리드 싱어를 맡았다. 1990년대의 활동 이력으로는 작고한 레이 길런을 대신하여 배드랜즈(Badlands)와 썬 레드 썬(Sun Red Sun)의 보컬리스트로 활동한 것과, 코지 파월의 마지막 솔로 앨범인 이스페셜리 포 유(Especially For You)의 싱어를 맡은 경력이 있다. 잘 알려지지는 않았지만 마크 페라리의 1995년 솔로 앨범인 게스트 리스트(Guest List)와 1996년 매니 문즈(Many Moons)와 라이더(Rider)의 동명의 앨범에 보컬리스트로 참여하기도 했다.

## 아텐션
1996년, 존 웨스트는 네오클래컬 파워/프로그레시브 메탈 그룹인 아텐션에 리드 싱어가 됐다. 아텐션은 데뷔 앨범인 인투 디 아이 오브 스톰(Into The Eye of the Storm)을 시작으로 2004년 까지 일곱 개의 스튜디오 앨범을 발매했다. 두 번째 앨범인 피닉스 라이징(Phoenix Rising)은 웨스트의 폭넓은 보컬 퍼포먼스가 돋보여 호평을 받았다. 아텐션은 2016년 새 앨범을 발표하기 위해 웨스트와 재회했다.

## 로얄 헌트

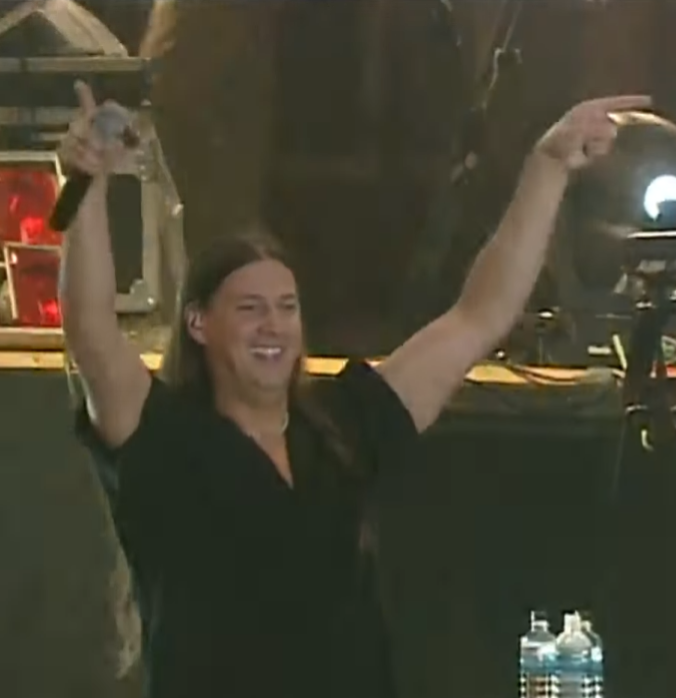
2002년 로얋 헌트 공연 중인 존 웨스트.

1998년 존 웨스트는 디씨 쿠퍼의 후임으로 로얄 헌트의 리드 싱어가 되었으며 2007년까지 활동했다. 로얄 헌트는 웨스트가 재적하는 동안  스튜디오 앨범 4개, 라이브 앨범 1개, EP 앨범 1개를 발표했다. 2011년 디씨 쿠퍼가 다시 돌아오기 전까지 웨스트는 10년 동안 로얄 헌트의 리드 싱어 자리를 지켰으며, 로얄 헌트의 25년 활동 기간 중 가장 긴 시간을 보컬로서 함께 했다.

## 솔로 활동
웨스트는 자신의 이름을 건 솔로 앨범 4개를 발표했으며, 다양한 아티스트들이 참여했다. 1997년 발매된 첫 솔로 앨범인 마인드 저니(Mind Journey)와 1998년 발매된 퍼머넌트 마크(Permanent Mark)는 다채로운 인스트루먼트를 포함한 네오 클래시컬 메탈 스타일 앨범이며, 이후 2002년에 발매된 컨셉 앨범인 어스 메이커(Earth Maker)는 이전 두 앨범의 사운드를 유지하면서 보컬에 좀 더 집중한 곡들을 선보였다. 2006년에 발매된 마지막 솔로 앨범인 롱 타임 노 싱(Long Time... No Sing)은 블루스 록 장르에 집중한 앨범으로, 웨스트가 보컬과 함께 기타 세션을 맡았다.

## 로얄 헌트 이후
2007년 로얄 헌트를 떠난 후 웨스트는 다양한 프로젝트에 참여했다. 2008년 보스니아 출신 기타리스트인 에미르 핫의 데뷔앨범인 세브다 메탈(Sevtah Metal)에 리드 싱어로 참여하고, 2010년 미스테리아의 솔로 앨범 드래곤 파이어(Dragon Fire)리 리드 싱어로 참여하기도 했다. 2012년에는 심포닉 메탈 밴드 미소디아(Mythodea)의 동명의 데뷔 앨범에 보컬로 참여헀으며, 2013년에는 아텐션의 기타리스트로 활약한 로저 슈타벨바흐와 함께 아틀란티카의 앨범 어크로스 더 세븐 시(Across the Seven Seas)에 참여했다. 또한 칠레의 프록파워 밴드인 델타의 다섯번 째 앨범인 디 엔드 오브 필로소피(The End of Philosophy)에 게스트 보컬로 참여하여 리드 싱어인 펠리페 델 발레와 호흡을 맞춰 수록곡 중 하나인 '브링어즈 오브 레인(Bringers of Rain)'에서 듀엣을 선보였다. 2014년 델 발레가 밴드를 떠난 후, 델타의 곡인 '뉴 필로소피(New Philosophy)'와 '리그렛츠(Regrets)'를 웨스트가 커버한 버전이 싱글로 발표했으며, 델타의 보컬로 프로그레시브 네이션 앳 시 크루즈(Progressive Nation at Sea Cruise) 무대에 올랐다.
또한 울리 존 로스 투어에 보컬리스트로 참여하였으며, 로니 제임스 디오와 리치 블랙모어의 트리뷰트 밴드인 블랙 나이츠 라이징(Black Knights Rising)에도 참여했다. 2013년에는 덴마크의 기타 비르투오소인 닐스 베즐릿의 프로젝트 세이지즈 리사이틀(Sage's Recital)에 합류하여 동명의 데뷔 앨범과 2016년 발매된 후속 앨범 더 윈터 심포니(The Winder Symphoy)에 보컬로 활약하였다.

## 디스코그래피

### 솔로 앨범
- Mind Journey (1997)
- Permanent Mark (1998)
- Earth maker (2002)
- Long Time... No Sing (2006)
- Johnny and Lonnie - "Greatest Misses"(2006)
- Days of Destiny(2022)

### 콜라보레이션
| 아텐션 - Into the Eye of the Storm (1996) - Phoenix Rising (1997) - Forces of Nature (1999) - Machine (2000) - Sacred Pathways (2001) - New Discovery (2002) - Future World (2004) 라이더 - Rider (1996) 로얄 헌트 - Fear (1999) - Intervention (2001) - The Watchers (2001) - The Mission (2001) - On The Mission 2002 (2002) - Eyewitness (2003) - Paper Blood (2005) - 2006 Live (2006) - Royal Hunt 2006 (DVD; 2006) 텐 맨 푸시 - Ten Man Push (2007) - Playin' In The Dirt (2009) - Branded (2013) 코지 파월 - Especially For You (1999) 파인스타인 - Third Wish (2004) 에미르 핫 - Sevdah Metal (2008) 미소디아 - Mythodea (2012) 세이지즈 리사이틀 - Sage's Recital (2013) - The Winter Symphony (2016) 아틀란티카 - Across The Seven Seas (2013) | 게스트 - 마크 페라리 – Guest List (1995) - 썬 레드 썬 – Sun Red Sun (1994) - 마릴린 맨슨 — Mechanical Animals (1998) - 제임스 머피 – Feeding The Machine (1999) - 아이언 메이든 트리뷰트 – Slave To The Power (2000) - 사바타지 – Poets and Madmen (2001) - Roger Staffelbach's Angel of Eden – "The End of Never" (2007) - 미스테리아 – "Dragon Fire" (2010) - 델타 – "The End of Philosophy" (2013) - 아메리칸 마피아 – "Rock 'N' Roll Hit Machine" (2014) - 포스 유나이티드(Forces United) – II (2015) - 크림슨 크라이 – Lost Reality (2017) 그 외 - 매니 문즈 – "Many Moons" (1996) |